# Gradac (Podgorica)
Pour les articles homonymes, voir Gradac.
Gradac (en serbe cyrillique : Градац) est un village de l'est du Monténégro, dans la municipalité de Podgorica.

## Démographie

### Évolution historique de la population[1]
| 1948 | 1953 | 1961 | 1971 | 1981 | 1991 | 2003 |
| ---- | ---- | ---- | ---- | ---- | ---- | ---- |
| 114  | 112  | 75   | 59   | 36   | 19   | 17   |